# تورکوو
تورکوو (به لاتین: Turkowo) یک منطقهٔ مسکونی در لهستان است که در Gmina Kuślin واقع شده‌است.